# Natürliche Lüftung
Natürliche Lüftung oder Freie Lüftung (selten Aeration oder Naturzug-Lüftung) bezeichnet den Luftaustausch in Bauwerken, der durch natürliche Druckunterschiede zwischen Innenräumen und Außenluft entsteht.

## Definition
Die DIN EN 15242:2007-09 (inzwischen ersetzt durch DIN EN 16798-7:2017-11) definiert den Begriff der freien Lüftung folgendermaßen:

„Lüftung, bei der die Luft aufgrund von natürlichen Kräften durch Undichtheiten (Infiltration) und Öffnungen (Lüftung) in das Gebäude strömt und dieses durch Undichtheiten, Öffnungen, Schachtaufsätze oder Dach- und Fortluftdurchlässe, einschließlich Lüftungsschächte zur Luftabführung, verlässt.“

## Antrieb
Der physikalische Antrieb eines Fluidstroms ist ein Druckunterschied.
Im Falle der freien Lüftung kann ein Druckunterschied durch Wind oder unterschiedliche Schwerkraft auf die innere und äußere Luftmasse (Auftrieb, Kamineffekt) induziert werden.
Der die thermisch getriebene freie Lüftung antreibende Druckunterschied errechnet sich aus dem sich aus dem Temperaturunterschied ergebenden Dichteunterschied {\displaystyle \Delta \rho } zur Umgebungsluft sowie der zur Verfügung stehenden Auftriebshöhe h.

## Einsatzbereiche
Natürliche Lüftung war vor der Entwicklung von Maschinen zur Luftförderung (zum Beispiel Ventilatoren oder Verdichter) die einzige Möglichkeit, Bauwerke gezielt zu be- und entlüften und kam bereits in der Antike, zum Beispiel bei den ägyptischen Pyramiden, zum Einsatz.
Natürliche Lüftung wird heute gezielt technisch verwendet und eingesetzt bei industriellen Großbauten, insbesondere bei großen anfallenden Wärmemengen wie in der Stahl- und Glasindustrie und bei der Konstruktion von sogenannten Kühltürmen (Kühlturm im Kraftwerksbau). Auch in der Landwirtschaft gibt es viele Stallgebäude, die auf diese Weise belüftet sind.
In der ökologischen Architektur gibt es zunehmend auch kulturelle Bauten mit der Schwerkraft-Lüftung. Es ist dadurch möglich, auf Lüftungstechniken mit einem zusätzlichen Energiebedarf weitgehend zu verzichten. Bekannte Beispiele sind die Saalbauten der Waldorfschulen in Köln und Düsseldorf sowie die Sporthalle der Odenwaldschule in Heppenheim-Oberhambach oder der Prime Tower in Zürich sowie die Metallarbeiterschule der Stadt Winterthur.